# Francesc Cabana i Vancells
Francesc Cabana i Vancells (Barcelona, 13 de desembre de 1934) és un advocat i historiador de l'economia català.

## Biografia
Ha publicat treballs relacionats amb la història bancària, amb l'economia catalana i la burgesia, entre els quals destaquen els sis volums de la Història econòmica de la Catalunya contemporània (1989-1992), obra que va coordinar. Fou un dels fundadors de Banca Catalana amb Jordi Pujol i Soley i d'Edigsa amb Josep Espar i Ticó, Josep Maria Macip Gich i Ignasi Espar i Ticó.
Ha treballat a la Borsa de Barcelona (1957-1959) i ha estat consultor del Banc Mundial a Guinea Equatorial (1988-1992). També ha estat professor associat de la Universitat Internacional de Catalunya (1997-2005).
El 1998 rebé la Creu de Sant Jordi per «la seva contribució a la divulgació de la tradició industrial i econòmica catalana» i el 2006 el Col·legi d'Economistes de Catalunya el va distingir com a col·legiat d'honor. Actualment publica la columna «Quadern d'economia» a El Punt Avui cada diumenge. Des del 18 de gener de 2011 és vicepresident primer del patronat de la Fundació Enciclopèdia Catalana. El mes de març de 2011 va guanyar les eleccions a la presidència de l'Ateneu Barcelonès, entitat de la qual fins llavors era el vicepresident. El març de 2014 va ser substituït per l'historiador Jordi Casassas.
Està casat amb Maria Pujol i Soley, germana de l'antic president de la Generalitat Jordi Pujol.

## Obra publicada
- La Banca a Catalunya (1965)
- Bancs i banquers a Catalunya (1972)
- El Banc de Barcelona (1844-1920) (1978)
- Banca Catalana: un capítol de la seva història (1978)
- Catalunya i l'economia: dues preocupacions (1983)
- Les multinacionals a Catalunya (1984)
- Banca Catalana. Diari personal (1988)
- Història econòmica de la Catalunya contemporània (6 volums, 1989-1992)
- Fàbriques i empresaris (1992-1994)
- Cròniques de Guinea Equatorial (1995)
- Caixes i Bancs de Catalunya (1996-2000)
- La burgesia catalana (1996)
- Episodis de la burgesia catalana (1998)
- 37 anys de franquisme a Catalunya. Una visió econòmica (2000)
- SA Damm. Mestres cervesers des de 1876 (2001)
- 25 anys de llibertat, autonomia i centralisme (2002)
- Madrid i el centralisme. Un fre a l'economia catalana (2003)
- Els anys de l'estraperlo (2005)[9]
- La saga dels cotoners (2006)[10]
- La fallida del Banc de Barcelona (1920) (2007)
- El catalanisme, motor del país (2007)
- El cabaler de Cerdanya (2007)
- Les catedrals del cotó (2008)
- Por i diners (2009)
- La burgesia emprenedora (2011)
- Espanya, un pes feixuc (2012)[11]
- El crepuscle de les caixes (2013)
- Carles Ferrer Salat: biografia (2015)
- La CHADE i altres aventures de Cambó-Ventosa i Garí (2015), disponible a la Web de l'Institut Cambó
- 10 èxits de l'economia catalana (2016)
- Història del Foment del Treball (2016)
- L'agonia del capitalisme (2018)
- Francesc Moragas i Barret. El fundador de "la Caixa" (2018)
- 7 despatxos (2019)

## Fons personal
Francesc Cabana disposa d'un fons d'història de l'empresa catalana que el juliol del 2014 ingressà a l'Arxiu Nacional de Catalunya. La col·lecció és un dels resultats de la seva extensa trajectòria com a investigador en els àmbits de la història industrial i de l'empresa, i ha servit de suport documental a algunes de les obres de referència en el coneixement de la història econòmica contemporània de Catalunya. Es tracta de més de 14.000 documents, molts d'ells, d'un alt valor en si mateixos, que, a més, configuren en el seu conjunt una col·lecció d'especial relleu, atès l'elevat criteri científic del seu productor:
- Accions, obligacions i títols empresarials (1782-1992). Documenten de manera extraordinària la història empresarial catalana i que són organitzats d'acord amb els diferents sectors industrials: agrícola (51 unitats del període 1852-1972), aigua i canals (82 unitats, 1856-1986), alimentació (134 unitats, 1847-1988), assegurances (34 unitats, 1847-1981), bancs (152 unitats, 1782-1980), ciment (73 unitats, 1891-1989), comercials (130 unitats, 1904-1981), construcció i immobiliari (184 unitats, 1865-1992), energia (170 unitats, 1878-1989), ferrocarril i transports (167 unitats, 1866-1976), hotels (36 unitats, 1880-1992), indústries diverses (105 unitats, 1857-1989), metal·lúrgia (219 unitats, 1855-1988), mines (106 unitats, 1846-1963), no industrials (68 unitats, 1864-1975), no mercantils (29 unitats, 1864-1958), paper i arts gràfiques (84 unitats, 1845-1989), química (155 unitats, 1881-1987), sector públic (72 unitats, 1893-1990), tèxtil (276 unitats, 1847-1982) i transport marítim (32 unitats, 1881-1971). La distribució cronològica de les accions, obligacions i títols empresarials és la següent: 1 unitat de 1782; 241 datades entre 1845 i 1900; 861, entre 1901 i 1938; 675, entre 1939 i 1959; 464, entre 1960 i 1975; 71, entre 1975 i 1992; i, finalment, 10 sense data identificada.
- Bitllets i paper moneda (1793-1939). Inclou 14 peces des de finals del segle xviii, entre els quals destaquen assignats de la República Francesa (c. 1793), el paper moneda que va circular al nord de Catalunya durant la Guerra Gran, de la Guerra del Francès (1813-1814), que es consideren els primers papers moneda que van circular a Catalunya. També hi trobem 1 bitllet de '500 reales de vellón', «para transacciones de todas clases en el Principado de Cataluña» (1853) i un altre de «25 pesos fuertes» la Caixa Mútua de Castellà, Manté, Monner i Cia. S. en c. (1863). La col·lecció aplega també bitllets, obligacions-bitllets i títols de descompte i préstec d'entre 1868 i 1921 dels Bancs de Barcelona, Reus i Valls, així com diversos exemplars de paper moneda emès per la Generalitat de Catalunya durant la Guerra Civil.
- Arxiu d'imatges. El fons incorpora positius en blanc/negre i postals, triades no tant pel seu valor fotogràfic sinó sobretot pel valor històric i documental. Inclou imatges d'exterior de fàbriques, colònies fluvials, centrals elèctriques, mines, ferrocarrils i transports, recs agrícoles, maquinària, escenes de treball i molts altres elements que permeten documentar gràficament el desenvolupament industrial de Catalunya. Geogràficament, les imatges es refereixen a la totalitat del territori català amb un pes molt important de Barcelona i les conques industrialitzades del Llobregat i del Ter.
- Publicitat, màrqueting i paper comercial. La col·lecció conserva documents gràfics que testimonien el comerç i la venda dels productes industrials, un conjunt molt notable de marques empresarials i etiquetes comercials, totes elles impreses a color, que donen testimoni de l'autenticitat del producte i de l'esforç de les empreses per difondre'l d'una manera atractiva. Inclou també impresos de cartes, albarans i factures,aplegades pel seu valor informatiu i gràfic, els mateixos criteris que van guiar el productor a constituir el fons d'accions i títols empresarials.
- Hemeroteca històrica. Finalment, inclou un total de 446 volums enquadernats i 661 números de publicacions periòdiques i monografies, des de mitjan segle xix. En primer lloc, una col·lecció molt àmplia de 192 anuaris, guies i directoris editats per diverses associacions empresarials i administracions que testimonien la realitat econòmica de Catalunya, Barcelona i diverses poblacions industrialitzades del país. Destaquen les guies editades per les societats d'atraccions de viatgers des de la dècada de 1850, precursores de les oficines de turisme. A partir de la Guia cicerone de Barcelona, de Bofarull (1855), que és el document més antic, i de la curiosa Guia del Antiguo Reino de Cataluña (1887), d'Emilio Valverde, el fons incorpora una col·lecció coherent i ben triada que s'estén fins a la dècada de 1980.

Les publicacions periòdiques pròpiament dites, abasten títols tan rellevants com ara El Trabajo Nacional (1922-1960), Mercurio. Revista Comercial Iberoamericana (1902-1934), Economia i Finances. Revista Quincenal d'Informació i Divulgació (1926-1931), Cataluña Textil (1907-1932), Barcelona Atracción. Revista mensual de la Sociedad de Atracción de Forasteros (1911-1922), Boletín Algodonero (1944-1936), Barcelona Atracción. Revista mensual de la Sociedad de Atracción de Forasteros, 33 números (1923-1932), Cámara de Barcelona. Comercio y Navegación (1828-972) i El Porvenir de la Industria. Periódico Semana Ilustrado (1877-1898). El fons aplega finalment publicacions de les diferents exposicions celebrades a Catalunya i Espanya a partir de 1848, amb una atenció especial a les universals de Barcelona de 1888 i 1929. Finalment, una col·lecció de memòries anuals de deu caixes d'estalvi i quatre bancs catalans.